# إيفان جولي
إيفان جولي هو لاعب هوكي الجليد كندي، ولد في 6 فبراير 1960.

## وصلات خارجية
- إيفان جولي على موقع دوري الهوكي الوطني (الإنجليزية)
- إيفان جولي على موقع EliteProspects.com (الإنجليزية)
- إيفان جولي على موقع HockeyDB.com (الإنجليزية)
- إيفان جولي على موقع Hockey-Reference.com (الإنجليزية)